# Damien Eloi
Damien Éloi (Vire, 4 luglio 1969) è un tennistavolista francese.

## Palmarès
- Campionati mondiali di tennistavolo

1995 - Tianjin: bronzo nel doppio e a squadre.
1997 - Manchester: argento a squadre e bronzo nel doppio.
- Europei

1992 - Stoccarda: bronzo a squadre.
1994 - Birmingham: oro a squadre.
1996 - Bratislava: argento a squadre.
1998 - Eindhoven: oro a squadre.
2002 - Zagabria: bronzo nel doppio e a squadre.
2003 - Courmayeur: bronzo nel doppio misto.
2009 - Stoccarda: bronzo nel doppio.
- Giochi del Mediterraneo

1993 - Linguadoca-Rossiglione: bronzo nel singolo e nel doppio.
2001 - Tunisi: oro nel singolo e bronzo nel doppio.